# Milán-San Remo 1999
La Milán-San Remo 1999 fue la 90.ª edición de esta clásica ciclista de primavera, disputada el 20 de marzo sobre 294 km, en la que ganó el belga Andrei Tchmil. 

## Clasificación final
| Pos. | Ciclista          | Equipo                | Tiempo     |
| ---- | ----------------- | --------------------- | ---------- |
| 1.   | Andrei Tchmil     | Lotto-Mobistar        | 6h 52' 37" |
| 2.   | Erik Zabel        | Team Telekom          | m.t.       |
| 3.   | Zbigniew Spruch   | Lampre                | m.t.       |
| 4.   | Stefano Garzelli  | Mercatone Uno-Albacom | m.t.       |
| 5.   | Lauri Aus         | Casino                | m.t.       |
| 6.   | Léon van Bon      | Rabobank              | m.t.       |
| 7.   | Peter Van Petegem | TVM-Farm Frites       | m.t.       |
| 8.   | Jo Planckaert     | Lotto-Mobistar        | m.t.       |
| 9.   | George Hincapie   | US Postal Service     | m.t.       |
| 10.  | Gabriele Balducci | Navigare-Gaerne       | m.t.       |